# Julius Yeshu Çiçek
Juliusz (właściwie Yeshu Çiçek, ur. 1 stycznia 1942, zm. 29 października 2005) – duchowny Syryjskiego Kościoła Ortodoksyjnego, w latach 1979-2005 biskup Europy Środkowej.

## Życiorys
Urodził się na terenie Turcji. W 1958 przyjął święcenia diakonatu. W 1969 został wyświęcony na kapłana. Od 1974 posługiwał w diasporze asyryjskiej kolejno w Niemczech, USA oraz Holandii. 24 czerwca 1979 otrzymał sakrę biskupią jako ordynariusz nowo utworzonej diecezji Europy Środkowej. Brał udział w dialogu ekumenicznym z Kościołem Katolickim, przyczynił się też do znacznego rozwoju Kościoła syryjskiego w Europie. Zmarł 29 października 2005.